# Балюна, Вера Михайловна
Вера Михайловна Балю́на (Балюнас, Балина; 1904—1978) — советский латвийский режиссёр, педагог. народная артистка Латвийской ССР (1954).

## Биография
Родилась 23 августа (5 сентября) 1904 года в Риге (ныне Латвия). В 1924 году окончила 3-ю студию МХТ. Актриса и режиссёр Театра-студии под руководством Ю. А. Завадского (1925—1938). В 1938—1944 годах режиссёр Ростовского-на-Дону ДТ имени М. Горького, с 1956 года — Рижского РДТ. С 1954 года доцент кафедры актёрского мастерства ЛГК. Автор ряда театроведческих работ. Член КПСС с 1953 года.
Умерла в 1978 году.

## Театральные постановки
- «Глина и фарфор» А. П. Григулиса
- «На дне» М. Горького
- «Варвары» М. Горького
- «Бесприданница» А. Н. Островского
- «Таланты и поклонники» А. Н. Островского
- «Кремлёвские куранты» Н. Ф. Погодина
- «Под золотым орлом» Я. А. Галана

## Награды и премии
- орден Трудового Красного Знамени (3.1.1956)
- орден «Знак Почёта»
- народная артистка Латвийской ССР (1954)
- Сталинская премия второй степени (1948) — за постановку спектакля «Глина и фарфор» А. П. Гргигулиса в Латвийском АТД имени А. М. Упита